# Isla Air Express
Isla Air Express es una aerolínea española con base en Palma de Mallorca, España. La aerolínea pretende instalar una red de rutas inter isla que utilizan hidroaviones DHC-6-300 Twin Otter.
Actualmente están esperando la aprobación de una ley pionera en España y prácticamente en Europa para poder utilizar los puertos como puntos de aterrizaje.

## Destinos
En una primera fase la compañía pretende unir las cuatro islas.
En la segunda fase las islas se conectarían con la península. Con rutas a Barcelona, Valencia y Alicante
Después de la segunda fase de expansión, la red de ruta está pretendida para enlazar las áreas portuarias (no aeropuertos) de los destinos siguientes:
- Marsella
- Chambéry
- Annecy
- Ginebra
- Lausana
- Le Barcarès
- Niza
- Lloret de Mar
- Rosas
- Benidorm
- Grao de Castellón

## Flota
La flota de Isla Air Express está anunciada para contener hidroaviones DeHavilland DHC-6-300 Twin Otter.